# بيت الخزق (يهر)

تعديل مصدري - تعديل

بيت الخزق هي إحدى قرى عزلة يهر بمديرية يهر التابعة لمحافظة لحج، بلغ تعداد سكانها 24 نسمة حسب تعداد اليمن لعام 2004.